# هایکوهی خوداوردیان
هایکوهی روبنی خوداوردیان (ارمنی: Հայկուհի Ռուբենի Խուդավերդյան؛  ۳۱ مارس ۱۹۴۳) یک بازیگر اهل ارمنستان بود. 

## زندگی‌نامه
وی در ۳۱ مارس ۱۹۴۳ در ووستان به دنیا آمد و از انستیتو دولتی هنرهای زیبای ایروان (۱۹۶۵) فارغ‌التحصیل شد. وی همچنین برندهٔ جوایزی همچون مدال طلای وزارت فرهنگ جمهوری ارمنستان و هنرمند افتخاری جمهوری ارمنستان شده‌است.